# 이분변인
이분변인(二分變因,dichotomous variable)은 실험심리학에서 성질이나 모습이 변하는 원인인 변인(또는 변수)이 이분법적인 형태나 양상으로 그 변인을 조작하여 다룰수있는경우를 가리킨다.

## 예
- (성별)남자와 여자
- 유의미와 무의미 값으로서의 1 과 0
- 좋음과 싫음
- (정치)야당과 여당

## 연속변인
이분변인중에는 연속변인(serial variable)이면서 이분변인으로 다루어야하는 경우도 있다.

## 같이 보기
- 문항반응이론